# Philipp Kukura
Philipp Kukura (* 26. März 1978 in Bratislava, Tschechoslowakei) ist ein Physikochemiker, der als Professor für biophysikalische Chemie an der Universität Oxford arbeitet und Fellow des Exeter College, Oxford, ist.  Kukura ist Leiter einer interdisziplinären Forschungsgruppe, die sich auf die Entwicklung und Anwendung neuer optischer Methoden zum Nachweis, zur Charakterisierung und zur Messung der Molekülmasse einzelner Biomoleküle konzentriert.

## Ausbildung
Er wurde in Bratislava als Sohn des slowakischen Schauspielers Juraj Kukura geboren. 1984 wanderte die Familie nach Deutschland aus, wo Kukura 1998 am Wilhelm-Gymnasium in Hamburg das Abitur ablegte. 2002 schloss er sein Studium als Master of Chemistry an der Universität Oxford ab. Im Jahr 2006 schloss er seine Promotion in Chemie am Department of Chemistry, University of California, Berkeley College of Chemistry ab.

## Karriere und Forschung
Nach Abschluss seiner Promotion zog Philipp Kukura nach Zürich. Dort arbeitete er bis 2010 an der ETH Zürich als Postdoktorand unter der Leitung von Professor Vahid Sandoghdar im Bereich der Nanooptik. 2010 kehrte er nach Oxford zurück, um zunächst als EPSRC Career Acceleration Fellow zu arbeiten. Im Jahr 2011 wurde er zu einem Tutorial Fellowship am Exeter College gewählt. 2016 wurde Philipp Kukura schließlich zum ordentlichen Professor für Chemie ernannt.
Im Jahr 2018 hat Kukura die Refeyn Ltd. mitbegründet, eine Gesellschaft für Massenphotometrie, bei der er nicht-geschäftsführender Direktor ist.

## Auszeichnungen
- 2025 Mitglied der Royal Society
- 2023 Tel Aviv University Prize
- 2019 Blavatnik Awards for Young Scientists UK (Chemistry) Laureate[5]
- 2018 Klung-Wilhelmy-Wissenschafts-Preis (Chemie)[6]
- 2018 Blavatnik Awards for Young Scientists UK (Chemistry) Finalist[1]
- 2018 Royal Society Wolfson Research Merit Award[1]
- 2017 EBSA Young Investigator Award and Medal[7]
- 2015 Royal Society of Chemistry Marlow Award[8]
- 2015 Gastprofessor an der Universität La Sapienza, Rom[1]
- 2014 ERC Starting Investigator Grant[9]
- 2014 Gastprofessor at Friedrich-Alexander-Universität Erlangen-Nürnberg[1]
- 2011 Royal Society of Chemistry Harrison-Meldola-Preis[10]
- 2011 Fellow der Royal Society of Chemistry[1]
- 2010 EPSRC Career Acceleration Fellowship[1]
- 2006 Society of Spectroscopy Graduate Student Award[1]
- 2002 Thesis Prize, Oxford University[1]